# 五都镇
五都镇，是中华人民共和国江西省上饶市广丰区下辖的一个乡镇级行政单位。

## 行政区划
五都镇下辖以下地区：
修文街社区、义星街社区、西湖街社区、五都社区、杉溪社区、六都村、仙洲村、前山村、黄丰村、紫坞村、花棚底村、兰田村、项家村、松林村、澄村、双桥村、塔山村、王家畈村、东升林场生活区和红旗林场生活区。